# 전국농민조합총연맹
전국농민조합총연맹(全國農民組合總聯盟), 약칭 전농(全農))은 한국의 1945년 12월 8일 조직된 농민단체로 해방 직후 농민위원회·농민조합·농민동맹 등 다양하게 존재했던 자생적 농민조직이 결집하여 농민대중조직으로 결성된 것이다.
전농의 발표에 따르면, 전국 13개 도에 도연맹, 군단위에 188개 지부, 면단위에 1,745개 지부를 두었으며, 조합원수는 약 330만 명에 달했다. 북한에는 전농 북조선연맹을 두었는데, 이는 46년 5월 북조선농민동맹으로 개칭되었다.
전농은 <일제 및 민족반역자의 토지몰수와 빈농에게 토지분배> <친일파·민족반역자를 제외한 양심적 조선인 지주의 소작료는 3·7제로 할 것> <친일파·민족반역자의 산림·하천·소택지 등을 몰수하여 국유로 할 것> <수리조합을 국영으로 하고 관리는 농민이 하게 할 것> 등을 실천과제로 내걸었다.
전농은 전평(全評)과 함께 조선공산당의 대중조직으로서, 인민공화국 지지와 사수를 내걸었으나, 미군정의 좌익운동 탄압으로 세력이 약화되었고 1947년 8월 31일 우익 농민운동이 조직되고 이승만이 초대 총재였던 대한독립촉성농민총연맹의 전농 파괴 활동으로 조직이 쇠퇴하게 되었다.